# 水德站
水德站（：／ Sudeok yeok */?）曾經为韩国铁路庆全线上的一座鐵路站，位于全罗南道顺天市別良面，已于1974年废止。

## 历史
- 1932年11月1日，落成使用[1]。
- 1944年6月15日，停止使用[2]。
- 1958年5月21日，重新使用[3]。
- 1974年12月6日，停止使用[4]。